# プエルトリコのスポーツ
プエルトリコのスポーツでは、アメリカ合衆国領（米国自治連邦区）プエルトリコにおけるスポーツの歴史や事情について記述する。

## 歴史

### コロンブス以前
1492年以前（先コロンブス期）にプエルトリコに居住したタイノ族は、身体の強さや釣りの技術などを競う儀式的な一連のゲームをプレイした。しかしながら、これらのスポーツの中で最も重要な二つは、戦闘のシミュレーション（剣闘と同様の）と球技であった。彼らが「バテイ（Batey）」と呼んだ球技は村の中央に位置する球技場で行われた。これらの球技場は、三角形かU字型であった。ボールは野菜の葉で作られ、柔軟性があった。二つのチームが互いに対戦した。ゲームの目的は、ボールを一定に動かし続けることであった。プレイヤーたちは頭、肘、肩、膝を使用することができた。何らかの理由でボールの動きが止まった時にチームは点を失った。地面に印をつけてスコアにし、負けチームが一定量の点を受けて試合は終了した。勝者は英雄のように扱われ、敗者は生け贄にされた。最初のスペイン人入植者が到着した時までにゲームは変化した。バルトロメ・デ・ラス・カサス修道士によると、ゲームは以下の方法でされた。「ひとつのチームがボールをサーブし、他のチームが、手以外を使ってそれを返した。もしボールが肩の高さに達したら、それは稲妻のごとく返球された。それが地面の近くに来たときは、プレイヤーは急に地面に這い、臀部でボールを打った。プレイはエラーが出るまで交互に続いた」。1975年、プエルトリコカトリック大学のグアイニア考古学歴史ソサイエティの考古学者たち、サウスウエスト考古学ソサイエティのメンバーたちは、ポンセの町の外れにあるティベスと呼ばれる地域で「Batey」の遺跡を発見したことを公言した。合計して9つの球技場が、西暦25年まで遡る生い茂った森の下に発見された。この地域は現在「Centro Ceremonial Indigena de Tibes（ティベス先住儀式センター）」として知られている。遺跡は現在観光地となり公開されている。遺跡で見つけられた人工物は展示されていて、遺跡の博物館とポンセ芸術博物館で見ることができる。

### スペイン植民地時代
タイノ族は15世紀のスペインによるプエルトリコの植民地化で非常に苦しんだ。多くが残酷な扱いと疫病で死亡し、彼らの文化は破壊された。最初に島に居住したスペイン人は軍人（コンキスタドール）で、農夫と坑夫とその家族らが後に続いた。チームによるスポーツは実際にはほとんど聞かれなかったが、彼らが参加した他のタイプの競技とスポーツはあった。もっとも一般的なスポーツは競馬、闘鶏、そしてドミノだった。最初の競馬のトラックは1887年にサンフアンに建設された。もっとも人気のあるスポーツのひとつは「Boliche（ボリチェ）」だった。男たちは町のプラザに集まり、木製のピンを打ち倒す目的で小さなボールを転がして遊んだ。ボリチェはボウリングと同様のものだった。もうひとつの人気のスポーツは闘牛で、ポンセとサンフアンの大都市に限定された。

### アメリカ合衆国領時代
野球
19世紀後半の間、プエルトリコは組織化されたチームによるスポーツの導入を目撃することになった。野球の試合は、アメリカ合衆国で試合を学んだプエルトリコ人とキューバ人のグループによって最初に島に導入された。当初このスポーツは地方の新聞と一般の人々にはうまく受け入れられず、愚かなゲームとして見られていた。最初の二つの野球クラブは1897年に創設された。フランシスコ・アラモ・アルマスが所有するアルメンダレス野球クラブと、サントス・フィリッピが所有するボリンケン野球クラブだった。1898年1月11日の日刊紙「El Pais」によると、プエルトリコでの最初の組織化された野球の試合は、サンフアン市サントゥルセのPda.15にあった古い競輪場で行われた。ボリンケン軍がアルメンダレス軍を3対0で破った。完全な9イニングまで行われた最初の試合は、1898年1月30日に行われ、ボリンケン軍はまたも9対3のスコアでアルメンダレス軍を破った。米西戦争でアメリカ合衆国がスペインを破ってから、プエルトリコはアメリカの領地となった。プエルトリコに駐留したアメリカ軍兵士は、気晴らしのため、地元のクラブと試合をする野球クラブを組織することを許可された。1900年11月4日、プエルトリコ人とキューバ人から成るアルメンダレス野球クラブは、第2歩兵連隊のアメリカン野球クラブを32対18のスコアで破った。
バスケットボールとボクシング
軍事政府は島での闘鶏と闘牛を禁止したが、ボクシングと、バスケットボールと呼ばれた「新しい」スポーツを導入した。ボクシングとバスケットボールはどちらも身体のトレーニングの一部として兵士に使われた。兵士によるボクシングの競技会は公開された。最初のプエルトリコでのボクシングの試合は1899年1月15日に行われた。兵士たちがバスケットボールをプレイした時、彼らは両端を切り取った簡素なわらのカゴを使用し、ポールの最上端にそれを取り付けた。ボールにはフットボールを使用し、決まったルールなしにプレイされた。1913年、プエルトリコYMCAは公式なバスケットボールのルールを採用した最初の試合を行い、そして1916年、YMCAは最初のバスケットボールのトーナメントを開催した。トーナメントに参加したチームは島の他のYMCAから作った。最初のプエルトリコのバスケットボールの組織はサンフアン・バスケットボール・リーグだった。リオ・ピエドラス市とバヤモン市が後に続き、独自のリーグを作った。
オリンピック
プエルトリコは独立国家としてオリンピックに参加しており、そのためプエルトリコのアスリートたちは、オリンピックでプエルトリコとアメリカ合衆国のどちらの代表になるかの選択権を持っている。例えばテニスのジジ・フェルナンデスは、アメリカ代表として金メダルを取った。1948年ロンドンオリンピックは、国として国際的なスポーツイベントに初めて参加したことで、プエルトリコにとっては歴史的なこととなった。島の代表団はたったの3名であった。彼らの最初の参加で、プエルトリコ人は大会にアメリカ合衆国の国旗を運んだ。二つの国が同時に同じ旗を使用することはできないとしてアメリカ合衆国は異議を申し立てた。1952年7月25日のコモンウェルスの法令で、プエルトリコの代表団は彼ら自身の旗を持つことになった。
1980年、アメリカ合衆国はモスクワオリンピックをボイコットした。プエルトリコオリンピック委員会の会長だったジャーマン・リエケホフは、政治をスポーツイベントに持ち込むべきではないとしてボイコットに反対した。これによって彼は地方自治体からの経済援助を断られた。しかしリエケホフは、ボクシング競技にプエルトリコを代表した一人の選手、アルベルト・メルカドを派遣し、メルカドはモスクワオリンピックに参加した唯一のアメリカ市民となった。1982年、カルロス・ロメロ・バルセロ知事が率いるプエルトリコ政府は、中米・カリブ海競技大会が行われようとしていたキューバに向かった選手団への経済援助を差し控えた。リエケホフのリーダーシップの下、プエルトリコオリンピック委員会は、人々に寄付を直接求め、代表団を派遣することができた。プエルトリコオリンピック委員会はパンアメリカン競技大会と中米・カリブ海競技大会への島の代表選手を決定する権利も持つ組織である。

## オリンピック
プエルトリコの選手団は、アメリカ領時代の1948年ロンドンオリンピックから参加した。自治権取得後の1980年モスクワオリンピックでは、アメリカを中心とした西側諸国のボイコットに追従せずに参加している。また、冬季オリンピックは1984年のサラエボオリンピックから参加を続けたが、2006年のトリノオリンピックと2010年バンクーバーオリンピック、2014年ソチオリンピックは不参加となった。プエルトリコが最も多くのメダルを獲得した夏季大会競技は、ボクシングの6個となっている。一方、冬季大会でのメダル獲得はまだない。2016年リオデジャネイロオリンピックのテニス・女子シングルスでは、モニカ・プイグが同国初の金メダルを獲得した。

## 団体競技

### サッカー
プエルトリコでは近年サッカー人気がZ世代の若者を中心に上昇しており、それをさらに発展させる目的で2008年にサッカーリーグのプエルトリコ・サッカーリーグが創設された。プエルトリコサッカー連盟によって構成されるサッカープエルトリコ代表は、これまでFIFAワールドカップおよびCONCACAFゴールドカップへの出場歴はない。代表チームのホームスタジアムは、バヤモンにあるエスタディオ・フアン・ラモン・ローブリエルである。

### NFL
プエルトリコで人気のあるスポーツではないが、アメリカンフットボールはそれにもかかわらずカリブ海の島の通りで時々プレイされている。ロン・リベラは1980年代にシカゴ・ベアーズで活躍し、NFLでプレイした最初のプエルトリコ人になった。1986年、リベラはスーパーボウルで勝った最初のプエルトリコ人となった。NFLでプレイしたその他のプエルトリコ人は、アトランタ・ファルコンズのO・J・サンティアゴ、現在ダラス・カウボーイズで2002年にグリーンベイ・パッカーズの一員としてプロボウルで試合をした最初のプエルトリコ人となったマルコ・リベラ、2005年にデトロイト・ライオンズでプレイしたグレン・マルティネスがいる。

### バスケットボール
バスケットボールもまた1930年代以来、プエルトリコのプロバスケットボールリーグ、BSNのおかげで、プエルトリコで人気のあるスポーツである。このBSNは、「世界で最も速いリーグ」とも形容される程チームオフェンス、個々人のオフェンス共にスピード自慢の選手が揃っている。1980年代前半の間、多くの試合がテレビで放映され、このスポーツの人気は増加した。ストリートボールも島の若者には人気がある。プエルトリコ代表はこれまでにオリンピック出場9回、世界選手権出場11回を誇る南北アメリカ大陸の強豪として有名。2004年アテネオリンピックではアメリカ合衆国のドリームチームを倒した最初のチームとなり、アメリカの五輪での連勝記録を24で止めた。デンバー・ナゲッツのカーメロ・アンソニー（父親がプエルトリコ人）はプエルトリコ代表としてプレイしたかったが、しかし彼は島に3年以上いなければならないという代表チームの規則のためにできなかった。アンソニーはプエルトリコの遺産を誇り、右手の利き腕にプエルトリコの国旗の刺青を入れた。1980年、1989年、1995年にはプエルトリコ代表は、FIBAアメリカ選手権で金メダルを取った。
その他の有名なプエルトリコ人のバスケットボール選手には、フアン・パチン・ビセンス、カルロス・アローヨ、ホセ・オルティスなど多数がいる。1976年の代表選手だったアルフレッド・リーは、1978年にアトランタ・ホークスにドラフトされ、NBAで最初のプエルトリコ人になった。オルティスは1988年にユタ・ジャズと契約した。ラモン・リバスがその2週間後に続いてボストン・セルティックスと契約した。ラモン・ラモスはポートランド・トレイルブレイザーズと契約したが不慮の事故により二度とプレイできなくなった。アローヨは2007年までNBAでプレイし、2008年からは欧州の名門マッカビ・テルアビブでプレイしている。ホセ・バレアは現在、ダラス・マーベリックスでプレイしており、ピーター・ラモス、ダニエル・サンティアゴもNBAで複数年プレイした。1988年、ディック・ヴェルサーチはNBAでコーチになった最初のプエルトリコ系の人となった。彼は1988年から1990年までインディアナ・ペイサーズのヘッドコーチを務めた。2013年、日本のbjリーグ富山グラウジーズでプレーをした、エンジェル・ガルシアが母国であるプエルトリコリーグでのドラフト指名を受け、プレーをすることになっている。

### 野球
プエルトリコには、20世紀初めから運営されているLBPRCというウィンターリーグがある。優勝チームは年間のカリビアンシリーズにLBPRC代表で出場する。また、アメリカ合衆国の独立リーグの一つ・エンパイアリーグにプエルトリコ・アイランダーズというチームが2017年より参加している。メジャーリーグベースボール(MLB)に選手を輩出しており、2019年までに268人の選手がMLBでプレーした。WBCの開催地にもなっており、第1回大会では第1ラウンドC組と第2ラウンド2組が、第2回大会では第1ラウンドD組、第3回大会では第1ラウンドC組が行われた。第3回大会では、1次ラウンドでベネズエラ、2次ラウンドでアメリカ合衆国、準決勝で日本などの優勝候補を破り、初の決勝に進出。決勝ではドミニカ共和国に敗れるものの初の準優勝と躍進した。第4回大会でも全勝で決勝に進出、決勝でアメリカ合衆国に敗れたものの2大会連続準優勝とした。

### バレーボール
1958年、プエルトリコバレーボール連盟（英語版）が国際バレーボール連盟(FIVB)に加盟した。女子代表と男子代表のチームもFIVBに加盟している。男子代表は、2007年ワールドカップで、アメリカ領ながら、アメリカ代表を3対1で破る珍事を成し遂げた。2021年には、2021年北中米選手権で優勝を果たした。

## 個人競技

### ボクシング
ボクシングは長い間、野球とバスケットボールとともにプエルトリコ人のファンの好むスポーツとして挙げられてきた。プエルトリコの最初の世界チャンピオンはシクスト・エスコバル（en:Sixto Escobar）である。1948年、フアン・エバンヘリスタ・ベネガス（en:Juan Evangelista Venegas）は、その年のロンドンオリンピックで銅メダルを獲得し、プエルトリコに最初のメダルをもたらした。続いて、プエルトリコはオリンピックで、1984年のルイス・オルティス（en:Luis Ortiz (boxer)）の銀メダルを含むさらに5個のメダルを獲得した。その銀メダルはオリンピックでプエルトリコ人が勝ち得た唯一のものである。1970年代には、3階級を制覇したボクシング史上最も若いチャンピオンの、殿堂入りしたウィルフレド・ベニテスのようなボクサーが活躍した。ウイルフレド・ゴメスも注目すべき世界チャンピオンである。そしてロベルト・デュラン、モハメド・アリ、アレクシス・アルゲリョといったボクサーが試合のためにプエルトリコに訪れた。1970年代のプエルトリコのボクシングは多くが黄金時代であったと指摘している。2001年、プエルトリコ人のジョン・ルイスは、WBA世界チャンピオンのイベンダー・ホリフィールドを倒して、最初のラテンアメリカ人の世界ヘビー級チャンピオンとなることで歴史を作った。2006年、プエルトリコ人のミゲル・サンタナ（en:Miguel Santana）は、世界チャンピオンになるのを最も長く待った人としてボクシングの歴史を作った。18年前のIBFのライト級選手権試合で元々11回判定負けでグレッグ・ホーガンに負けた彼は、世界チャンピオンに認定された。他に有名なボクサーはホセ・トーレス、フェリックス・トリニダード、女子ボクシングのベリンダ・ララキュエント、プエルトリコで初の女子世界チャンピオンになったアダ・ベレス、女子最多となる世界王座7階級制覇を達成したアマンダ・セラノなどがいる。

### プロレス
プロレスは長い間、プエルトリコで多くの人気を得ており、1960年代以来、試合はテレビ放映されている。カルロス・コロンの主宰するWWCは世界的にも有名なプロレス団体である。プエルトリコの著名なレスラーには、元WWWF世界ヘビー級王者のペドロ・モラレスをはじめ、ミゲル・ペレス、ビクター・リベラ、ロベルト・ソト、カルロス・ホセ・エストラーダ、サビオ・ベガ、ミゲル・ペレス・ジュニア、バラバス、ロス・インベーダーズ、ロス・スペル・メディコス、カルロス・コロンの息子カーリー・コロンとエディ・コロン、オーランド・コロン、ブラック・ペイン、リッキー・バンデラスなどがいる。さらに、WWCを主戦場の一つとしていたアブドーラ・ザ・ブッチャーやブルーザー・ブロディをはじめ、アンドレ・ザ・ジャイアント、スタン・ハンセン、リック・フレアー、ロード・ウォリアーズ、ランディ・サベージなど、アメリカやカナダの多くのスターがプエルトリコで試合をした他、全日本プロレスや新日本プロレスの一部の若手選手もプエルトリコで武者修行を行った。WWC以外の主要団体としてはIWA・JAPANなどに携わったビクター・キニョネスが創設したIWAが知られている。同団体は1999年から2001年まではWWF（現・WWE）の傘下として活動していた。

### 競馬
競馬はコンキスタドールによってプエルトリコに導入されたスポーツで、今日まで非常にポピュラーなスポーツであり続けている。20世紀初頭にエル・コマンダンテ競馬場で開催され、1972年以降はカノバナスにあるエル・ヌエボ・コマンダンテ競馬場（en:El Nuevo Comandante）で毎週日曜に開催されている。有名な騎手はアンヘル・コルデロ・ジュニア（en:Ángel Cordero, Jr.）で、プエルトリコ人として初めてアメリカ競馬三冠競走であるケンタッキーダービー、プリークネスステークス、ベルモントステークス）を全て優勝し、アメリカ競馬殿堂入りを果たしている。競走馬としては56連勝の世界記録を持つカマレロ、またボールドフォーブスはアメリカ生まれながらプエルトリコ出身でアンヘル・コルデロ・ジュニアの騎乗によりケンタッキーダービーを優勝している。

### その他の競技
アメリカ合衆国のほとんどの州とは異なり、闘鶏はプエルトリコでは合法であり、チャボが毎週末に戦うのを見るために大観衆を惹き付ける多くの場所がある。1ドルから数千ドルまで及ぶ個人同士の言葉での契約による共通の賭けの慣習によって、紳士のスポーツとして知られている。それが他のスポーツと同様に信じられないほど一般的でしばしばテレビで放映され、世界中でもプエルトリコはこの議論を呼ぶスポーツの最大の首都と見られてきた。オスの鶏は特に戦うために飼育され、1歳から2歳までの間に最初にリングに入る。